# Rudy Boesch
Rudolph Ernest Boesch (20 de enero de 1928-Virginia, 1 de noviembre del 2019) fue un marino de la armada naval de Estados Unidos y participante del reality estadounidense Survivor.
Nacido y criado en Rochester (Nueva York), Boesch se alistó en la Marina de los Estados Unidos a los diecisiete años. Se convirtió en un submarinista del Equipo de Demolición Subacuática (UDT) en 1951, sirviendo en dos Equipos UDT.
Fue elegido como uno de los primeros marineros, convirtiéndose en Jefe del Barco del recién creado SEAL Team TWO en 1962. A partir de 1968 y 1970, Boesch completó dos despliegues de combate durante la Guerra de Vietnam, donde obtuvo la Estrella de Bronce por acción heroica. Durante ese tiempo y más tarde, Boesch estableció estándares físicos y operativos en SEAL Team TWO. En 1987, se convirtió en Asesor Alistado Principal para el Comando de Operaciones Especiales de los Estados Unidos. Designado como la "Rana Toro", el SEAL de servicio más antiguo que aún está en servicio activo, Boesch logró un considerable reconocimiento dentro de la fuerza por sus regímenes de entrenamiento físico y su apariencia militar. Después de 45 años de servicio continuo, se retiró de la Marina en 1990 como Master Chief Petty Officer.

## Primeros años
Boesch nació en Rochester, Nueva York el 20 de enero de 1928, hijo de los inmigrantes austriacos Clara (ama de casa) y August (carnicero), boesch reconoció la educación de sus padres en Europa Central por inculcarlo con disciplina y ética de trabajo. Asistió a una escuela primaria católica en Rochester. El padre de Boesch luchó por el ejército alemán durante la Primera Guerra Mundial, inspirándolo a buscar también el servicio militar.

## Carrera militar
Demasiado joven para unirse al ejército, Boesch abandonó la escuela secundaria y se alistó en la Marina de los Estados Unidos en abril de 1945 a los diecisiete años.
La Segunda Guerra Mundial terminó antes de que se completara el entrenamiento, pero todavía fue enviado a China. Durante un tiempo, él y algunos otros custodiaron un barco fuera de servicio en el puerto de Victoria, Hong Kong. Luego tuvo una temporada como compañero de contramaestre (BM) a bordo del USS Massey, un destructor portado en la costa china. Eso fue seguido por un período de servicio en tierra en Londres. Se ofreció como voluntario para el entrenamiento UDT de submarinista a fines de 1950, graduándose en la Clase de Reemplazo del Equipo de Demolición Submarina # 6 en 1955.
Boesch conoció a su futura esposa, Marge, en una boda alrededor de 1950-1955. Se casaron en 1955 y tuvieron tres hijas en los años siguientes. Mientras tanto, sirvió en UDT Team 2 y más tarde UDT Team 21 junto a Richard Marcinko.
En 1962, Roy Boehm seleccionó a Boesch, un jefe de contramaestre (BMC), para que fuera el jefe del barco del recién creado SEAL Team TWO. Una de las primeras oportunidades para el equipo llegó más tarde ese año durante la Crisis de los Misiles de Cuba, cuando fueron puestos en alerta para una posible acción. La Feria Never Fight de Orr Kelly de 1995: Historias de combate y aventura de los Navy SEAL contiene una descripción de Marcinko, también miembro del equipo, de una misión casi suicida que nunca tuvo lugar: lanzarse en paracaídas en el puerto de La Habana y atacar estratégicamente objetivos - y de Boesch respondiendo llamadas directas del presidente John F. Kennedy preguntando sobre su preparación. En 1967 Boesch fue ascendido al rango de Suboficial Jefe Maestro.
En 1968 Boesch fue enviado en un despliegue de combate a la Guerra de Vietnam , como jefe de pelotón con sede en Mỹ Tho, en el Delta del Mekong. La misión de combate general de los SEAL en Vietnam era reunir inteligencia y realizar incursiones y emboscadas y tomar presos. En el recuento de 1995 de Boesch, hizo todas esas cosas en esa gira. En las memorias de la era de Vietnam del 2010 SEAL Warrior: el único día fácil fue ayer, Thomas Keith describe a Boesch liderando un pelotón en incursiones nocturnas de emboscada contra el Viet Cong durante la guerra, operando en el delta y usando LCM-8 "Mike barcos "para el acceso. Boesch ganó la Estrella de Bronce por acción heroica durante más de 45 operaciones de combate. Otra misión principal para los SEAL durante el conflicto fue entrenar a las fuerzas especiales de Vietnam del Sur.Cuando Boesch volvió a desplegarse en Vietnam, en 1970, como más tarde relató, fue enviado a la bahía de Cam Ranh , donde realizó un entrenamiento para el Liên Đoàn Người Nhái, el equivalente survietnamita del UDT, como parte de la vietnamización estrategia. Boesch luego evaluó que estas fuerzas aliadas eran capaces, pero dependían demasiado de los Estados Unidos, y que "la vietnamización era una idea que llegó demasiado tarde para hacer el bien". Entre los despliegues de Vietnam, Boesch participó en entrenamientos y competencias para el equipo de trineo de la Marina de los EE. UU. Uno fue los Kennedy Memorial Winter Games en Lake Placid, Nueva York , a principios de 1970, Boesch también compitió con el Hurricane Bobsled Club de Adirondacks en competencias en Lake Placid.
Durante y después de su período en Vietnam, Boesch estableció estándares físicos y operativos en SEAL Team TWO. Con la creación del Comando de Operaciones Especiales (SOCOM) en 1987, su primer Comandante en Jefe General James J. Lindsay seleccionó a BMCM Boesch para servir como el primer Asesor Alistado Principal de SOCOM. Antes de su retiro, Boesch fue designado el "Jefe SEAL" (también conocido como "Bullfrog") un título que identifica al SEAL de mayor antigüedad aún en servicio activo.  Tras su retiro de la Armada el 1 de agosto de 1990, como Suboficial en Jefe de Comando , recibió la Medalla del Servicio Superior de Defensa.
El tiempo y el carácter de Boesch como SEAL se han descrito en varios libros y otras publicaciones. El editor Bill Fawcett incluyó su historia como el primer recuerdo de 30 páginas en sus Hunters & Shooters: An Oral History of the Navy SEALs de 1995 en Vietnam. El volumen de 1995 de Orr Kelly mencionado anteriormente incluía descripciones de Rudy (y Marge también) de sus experiencias de paracaidismo, junto con algunos de los recuerdos de Vietnam de Rudy. En sus memorias de 1998, Good to Go: The Life and Times of a Decorated Member of the US Navy Elite SEAL Team Two, el ex SEAL Harry Constance describe a Boesch como una introducción sin sentido a los SEAL en el entrenamiento y luego más tarde Le aconsejamos informalmente que no tome una publicación que implique a superiores problemáticos.Un documental de 1999 sobre los SEAL en el canal de Historia presentó a Boesch (fue lanzado más tarde ese año como el DVD The Complete History of the US Navy SEALs). En una entrevista de principios de la década del 2000, un marino dijo que Boesch era "una Biblia andante sobre operaciones especiales". En su memoria del 2010 antes mencionada, Thomas Keith retrató a Boesch como un maestro del arte militar de reunir recursos: "Desde las armas hasta los hombres que las usarían, Rudy podía escabullirse como nadie más en los Equipos SEAL. No era dejará que nada ni nadie se interponga en el camino para reunir el mejor pelotón que pueda construir, rogar, pedir prestado, coaccionar o desenterrar del Departamento de Operaciones".
Boesch era un fanático del entrenamiento físico cuya placa identificaba al "PT" como su religión y que a lo largo de las décadas se ganó la reputación de liderar carreras extenuantes que los hombres buscarían formas de evitar fingiendo lesiones o escondiéndose en los arbustos. En la memoria de 1995 de SEAL James Watson, Point Man, afirma en el entrenamiento de 1964 que "teníamos que estar físicamente en forma para realizar lo que se esperaba de nosotros. Y a pesar de todos nuestros intentos para salir de las carreras. Rudy Boesch se aseguró de que nos mantuviéramos en condiciones". Kevin Dockery en el 2003 Navy Seals: A History Part III - Post-Vietnam to the Present incluye tres SEAL diferentes que relacionan cómo, cuando Boesch tenía entre 50 y 57 años, podía mantenerse al día o superar a los alumnos menos de la mitad su edad en carreras de cinco millas, carreras de obstáculos y natación en mar abierto. En sus memorias de 2011, SEAL Team Six: Memoirs of a Elite Navy SEAL Sniper , el ex SEAL Howard E. Wasdin cuenta que fue asignado al SEAL Team TWO a fines de la década de 1980, donde Boesch, aunque tenía casi 60 años, corrió con los alumnos en una carrera de obstáculos; luego hizo que cada persona que terminaba detrás de él lo volviera a ejecutar, incluso la apariencia física de Boesch hizo una marca: Wasdin se refiere a él como un ejemplo de forma militar; otra cuenta habla de que su corte de pelo y su uniforme son perfectos a las 5 o 6 en punto de la mañana; y, en One Perfect Op del 2002, el ex SEAL Dennis Chalker dijo que, entre los SEAL basados en la costa este de los Estados Unidos a fines de la década de 1970, el estilo era conocido como un "corte de pelo de Rudy Boesch", una versión aún más severa del corte normal de la tripulación militar.
En general, en su historia de operaciones de SEAL en Vietnam, el exmarino TL Bosiljevac escribe que Boesch simboliza gran parte de lo que representan los equipos de SEAL y que, "hay muchas personalidades coloridas entre los equipos, pero incluso considerando lo mejor de eso, Rudy Boesch es una leyenda. Todos conocen a Rudy, y puedes apostar a que Rudy conoce a todos a cambio ... [incluyendo] a algunos de los altos mandos de la Marina ". Varias de estas otras cuentas también se han referido a Boesch como una leyenda dentro de los SEAL.

## Survivor
Boesch a sus 72 años de edad se hizo conocido como el participante más viejo de Survivor, participó por primera vez en Survivor: Borneo, que fue la primera temporada de dicho reality en el año 2000, donde llegó en tercer lugar y participó por segunda vez a los 75 años en la octava temporada del reality, Survivor: All-Stars, en el año 2003, donde regresaban los participantes más icónicos de las siete primeras temporadas y fue el segundo eliminado.

## Fallecimiento
Boesch murió el 1 de noviembre de 2019 debido a un alzeheimer avanzado a los 91 años de edad, murió exactamente con once años de diferencia con su esposa.